# Бурлаков, Иван Иванович
Иван Иванович Бурлако́в (1864 — не ранее 1912) — член III Государственной думы от Владимирской губернии, крестьянин.

## Биография
Православный, крестьянин села Большие Всегодичи Всегодической волости Ковровского уезда.
Окончил начальное училище. Занимался земледелием (8 десятин надельной земли) и торговлей, имел маслобойный и кирпичный кустарные заводы. Состоял волостным старшиной, земским гласным и попечителем земской школы в деревне Курзаниха. По политическим взглядам был монархистом.
В 1907 году был избран в члены III Государственной думы от Владимирской губернии съездом уполномоченных от волостей. Входил во фракцию умеренно-правых, с 3-й сессии — в русскую национальную фракцию. Состоял членом комиссий: бюджетной, по переселенческому делу и о мерах борьбы с пьянством.
Судьба после 1912 года неизвестна. Был женат.